# Diskografie Clean Bandit
Toto je seznam doposud vydané diskografie anglické elektronické hudební skupiny Clean Bandit.

## Alba

### Studiová alba
| Název                                                                                   | Detaily o albu                                         | Umístění v hitparádách | Umístění v hitparádách | Umístění v hitparádách | Umístění v hitparádách | Umístění v hitparádách | Umístění v hitparádách | Umístění v hitparádách | Umístění v hitparádách | Umístění v hitparádách | Umístění v hitparádách | Certifikace                                 |
| Název                                                                                   | Detaily o albu                                         | UK                     | AUS                    | BEL (FL)               | CAN                    | FRA                    | GER                    | IRE                    | NZ                     | SWI                    | US                     | Certifikace                                 |
| --------------------------------------------------------------------------------------- | ------------------------------------------------------ | ---------------------- | ---------------------- | ---------------------- | ---------------------- | ---------------------- | ---------------------- | ---------------------- | ---------------------- | ---------------------- | ---------------------- | ------------------------------------------- |
| New Eyes                                                                                | - Vydáno: 30. května 2014 - Vydavatelství: Atlantic    | 3                      | —                      | 39                     | —                      | 52                     | 31                     | 9                      | 30                     | 8                      | 180                    | - BPI: Gold - RIAA: Gold                    |
| What Is Love?                                                                           | - Vydáno: 30. listopadu 2018 - Vydavatelství: Atlantic | 9                      | 48                     | 56                     | 50                     | 141                    | —                      | 24                     | 33                     | 58                     | 141                    | - BPI: Platinum - MC: Platinum - RIAA: Gold |
| "—" značí, že se nahrávka neumístila v hitparádách nebo v tomto území ani nebyla vydána |                                                        |                        |                        |                        |                        |                        |                        |                        |                        |                        |                        |                                             |

## Extended play
| Název          | Detaily                                                  |
| -------------- | -------------------------------------------------------- |
| A+E            | - Vydáno: 7. prosince 2012 - Vydavatelství: Black Butter |
| Mozart's House | - Vydáno: 29. března 2013 - Vydavatelství: Warner Music  |

## Singly

### Jako hlavní umělec
| Název                                                                                   | Rok  | Umístění v hitparádách | Umístění v hitparádách | Umístění v hitparádách | Umístění v hitparádách | Umístění v hitparádách | Umístění v hitparádách | Umístění v hitparádách | Umístění v hitparádách | Umístění v hitparádách | Umístění v hitparádách | Certifikace | Album                          |
| Název                                                                                   | Rok  | UK                     | AUS                    | BEL (FL)               | CAN                    | FRA                    | GER                    | IRE                    | NZ                     | SWI                    | US                     | Certifikace | Album                          |
| --------------------------------------------------------------------------------------- | ---- | ---------------------- | ---------------------- | ---------------------- | ---------------------- | ---------------------- | ---------------------- | ---------------------- | ---------------------- | ---------------------- | ---------------------- | --- | ------------------------------ |
| "A+E" (feat. Kandaka Moore a Nikki Cislyn)                                              | 2012 | 100                    | —                      | —                      | —                      | —                      | —                      | —                      | —                      | —                      | —                      | | New Eyes                       |
| "Mozart's House" (feat. Love Ssega)                                                     | 2013 | 17                     | —                      | —                      | —                      | —                      | —                      | —                      | —                      | —                      | —                      | | New Eyes                       |
| "Dust Clears" (feat. Noonie Bao)                                                        | 2013 | 43                     | —                      | —                      | —                      | —                      | —                      | —                      | —                      | —                      | —                      | | New Eyes                       |
| "Rather Be" (feat. Jess Glynne)                                                         | 2014 | 1                      | 2                      | 2                      | 13                     | 2                      | 1                      | 1                      | 2                      | 2                      | 10                     | - BPI: 5× Platinum - ARIA: 6× Platinum - BEA: 2× Platinum - BVMI: 3× Gold - MC: 5× Platinum - IFPI SWI: Platinum - RMNZ: Platinum - RIAA: 4× Platinum - SNEP: Platinum       | New Eyes                       |
| "Extraordinary" (feat. Sharna Bass)                                                     | 2014 | 5                      | —                      | —                      | —                      | —                      | —                      | 21                     | —                      | —                      | —                      | - BPI: Silver | New Eyes                       |
| "Come Over" (feat. Stylo G)                                                             | 2014 | 45                     | —                      | —                      | —                      | —                      | 76                     | —                      | —                      | —                      | —                      | | New Eyes                       |
| "Real Love" (s Jess Glynne)                                                             | 2014 | 2                      | 13                     | —                      | —                      | 131                    | 2                      | 26                     | 35                     | 37                     | —                      | - BPI: Platinum - ARIA: Platinum | New Eyes (Special Edition)     |
| "Stronger"                                                                              | 2015 | 4                      | —                      | —                      | —                      | —                      | —                      | 56                     | —                      | —                      | —                      | - BPI: Silver | New Eyes (Special Edition)     |
| "Tears" (feat. Louisa Johnson)                                                          | 2016 | 5                      | —                      | —                      | —                      | —                      | 95                     | 21                     | —                      | —                      | —                      | - BPI: Platinum | What Is Love? (Deluxe edition) |
| "Rockabye" (feat. Sean Paul a Anne-Marie)                                               | 2016 | 1                      | 1                      | 2                      | 4                      | 4                      | 1                      | 1                      | 1                      | 1                      | 9                      | - BPI: 4× Platinum - ARIA: 5× Platinum - BEA: 2× Platinum - BVMI: 2× Platinum - MC: 7× Platinum - IFPI SWI: 2× Platinum - RIAA: 3× Platinum - RMNZ: Platinum - SNEP: Diamond | What Is Love?                  |
| "Symphony" (feat. Zara Larsson)                                                         | 2017 | 1                      | 4                      | 4                      | 34                     | 11                     | 9                      | 2                      | 12                     | 6                      | —                      | - BPI: 4× Platinum - ARIA: 5× Platinum - BEA: Platinum - BVMI: 3× Gold - MC: 4× Platinum - IFPI SWI: 2× Platinum - RIAA: Platinum - RMNZ: Platinum - SNEP: Diamond           | What Is Love?                  |
| "Disconnect" (s Marina and the Diamonds)                                                | 2017 | —                      | —                      | —                      | —                      | —                      | —                      | —                      | —                      | —                      | —                      | | Singl bez alb                  |
| "I Miss You" (feat. Julia Michaels)                                                     | 2017 | 4                      | 20                     | 5                      | 50                     | 112                    | 49                     | 3                      | 17                     | 43                     | 92                     | - BPI: 2× Platinum - ARIA: 3× Platinum - BEA: Platinum - BVMI: Gold - MC: 2× Platinum - RIAA: Gold - RMNZ: Gold - SNEP: Gold                                                 | What Is Love?                  |
| "Solo" (feat. Demi Lovato)                                                              | 2018 | 1                      | 7                      | 3                      | 14                     | 4                      | 1                      | 1                      | 21                     | 2                      | 58                     | - BPI: 2× Platinum - ARIA: 3× Platinum - BEA: Platinum - BVMI: 3× Gold - MC: 4× Platinum - RIAA: Platinum - RMNZ: Gold - SNEP: Diamond                                       | What Is Love?                  |
| "Baby" (feat. Marina a Luis Fonsi)                                                      | 2018 | 15                     | —                      | —                      | —                      | —                      | —                      | 39                     | —                      | —                      | —                      | - BPI: Gold | What Is Love?                  |
| "Mama" (feat. Ellie Goulding)                                                           | 2019 | 98                     | —                      | —                      | —                      | —                      | —                      | 97                     | —                      | —                      | —                      | | What Is Love?                  |
| "Tick Tock" (s Mabel feat. 24kGoldn)                                                    | 2020 | 8                      | 61                     | 3                      | —                      | 76                     | 48                     | 13                     | —                      | 17                     | —                      | - BPI: Platinum - BEA: Gold | Singly bez alb                 |
| "Higher" (feat. Iann Dior)                                                              | 2021 | 66                     | —                      | —                      | —                      | —                      | —                      | 67                     | —                      | —                      | —                      | | Singly bez alb                 |
| "Drive" (s Topic feat. Wes Nelson)                                                      | 2021 | 17                     | —                      | —                      | —                      | —                      | —                      | 30                     | —                      | —                      | —                      | - BPI: Gold | Singly bez alb                 |
| "How Will I Know" (s Whitney Houston)                                                   | 2021 | 92                     | ―                      | ―                      | ―                      | ―                      | ―                      | ―                      | ―                      | ―                      | ―                      | - BPI: Silver | Singly bez alb                 |
| "Everything but You" (feat. A7S)                                                        | 2022 | 55                     | ―                      | ―                      | ―                      | ―                      | ―                      | ―                      | ―                      | ―                      | ―                      | | Singly bez alb                 |
| "Sad Girls" (s French the Kid feat. Rema)                                               | 2022 | —                      | ―                      | ―                      | ―                      | ―                      | ―                      | ―                      | ―                      | ―                      | ―                      | | Singly bez alb                 |
| "Don't Leave Me Lonely" (s Elley Duhé)                                                  | 2022 | —                      | ―                      | ―                      | ―                      | ―                      | ―                      | ―                      | ―                      | ―                      | ―                      | | Singly bez alb                 |
| "Mar Azul" (s Piso 21 a Jhosy)                                                          | 2024 | —                      | ―                      | ―                      | ―                      | ―                      | ―                      | ―                      | ―                      | ―                      | ―                      | | bude oznámeno                  |
| "Cry Baby" (s Anne-Marie a David Guetta)                                                | 2024 | 49                     | ―                      | 36                     | ―                      | ―                      | ―                      | ―                      | ―                      | ―                      | ―                      | | bude oznámeno                  |
| "2s n 3s" (s LeoStayTrill)                                                              | 2024 | —                      | ―                      | ―                      | ―                      | ―                      | ―                      | ―                      | ―                      | ―                      | ―                      | | bude oznámeno                  |
| "—" značí, že se nahrávka neumístila v hitparádách nebo v tomto území ani nebyla vydána |      |                        |                        |                        |                        |                        |                        |                        |                        |                        |                        | |                                |

### Jako vedlejší umělec
| Název                                                                                   | Rok  | Umístění v hitparádách | Album              |
| Název                                                                                   | Rok  | BEL (FL) Tip           | Album              |
| --------------------------------------------------------------------------------------- | ---- | ---------------------- | ------------------ |
| "Intentions" (Gorgon City feat. Clean Bandit)                                           | 2013 | 88                     | Singl bez alb      |
| "Lost" (End of the World feat. Clean Bandit)                                            | 2019 | —                      | Chameleon          |
| "Arriba" (Little Big a Tatarka feat. Clean Bandit)                                      | 2019 | —                      | Singly bez alb     |
| "Open to More" (Henry Lau feat. Clean Bandit)                                           | 2019 | —                      | Singly bez alb     |
| "Stop Crying Your Heart Out" (jako BBC Radio 2's Allstars)                              | 2020 | —                      | Singly bez alb     |
| "My Own Beat" (Louane feat. Clean Bandit)                                               | 2023 | —                      | Sentiments Heureux |
| "—" značí, že se nahrávka neumístila v hitparádách nebo v tomto území ani nebyla vydána |      |                        |                    |

## Videoklipy
| Název                                                 | Rok  | Režisér                     |
| ----------------------------------------------------- | ---- | --------------------------- |
| "Mozart's House" (feat. Love Ssega)                   | 2010 | Jack Patterson              |
| "Christmas Special"                                   | 2010 | Jack Patterson              |
| "Telephone Banking" (feat. Love Ssega)                | 2011 | Jack Patterson Grace Chatto |
| "UK Shanty" (feat. Eliza Shaddad)                     | 2012 | Jack Patterson              |
| "A&E" (feat. Kandaka Moore a Nikki Cislyn)            | 2012 | Jack Patterson              |
| "Nightingale" (feat. Nikki Cislyn)                    | 2012 | Jack Patterson              |
| "Dust Clears" (feat. Noonie Bao)                      | 2013 | Jack Patterson              |
| "Rather Be" (feat. Jess Glynne)                       | 2013 | Jack Patterson              |
| "Extraordinary" (feat. Sharna Bass)                   | 2014 | Clean Bandit                |
| "Come Over" (feat. Stylo G)                           | 2014 | Clean Bandit                |
| "Real Love" (s Jess Glynne)                           | 2014 | Jack Patterson              |
| "Stronger"                                            | 2015 | Jack Patterson              |
| "Tears" (feat. Louisa Johnson)                        | 2016 | Jack Patterson              |
| "Rockabye" (feat. Sean Paul a Anne-Marie)             | 2016 | Jack Patterson Grace Chatto |
| "Symphony" (feat. Zara Larsson)                       | 2017 | Jack Patterson Grace Chatto |
| "I Miss You" (feat. Julia Michaels)                   | 2017 | Jack Patterson Grace Chatto |
| "Solo" (feat. Demi Lovato)                            | 2018 | Jack Patterson Grace Chatto |
| "Solo" (acoustic version) (feat. Demi Lovato)         | 2018 | Jack Patterson Grace Chatto |
| "Baby" (feat. Marina a Luis Fonsi)                    | 2018 | Clean Bandit                |
| "Baby" (acoustic version) (feat. Marina a Luis Fonsi) | 2018 | Dan Massie                  |
| "Tick Tock" (s Mabel feat. 24kGoldn)                  | 2020 | Clean Bandit                |
| "Tick Tock" (acoustic version) (s Mabel)              | 2020 | Electric Light Studios      |

## Remixy
| Název                                        | Rok  | Umělec                                 |
| -------------------------------------------- | ---- | -------------------------------------- |
| "A&E" (Clean Bandit VIP remix)               | 2012 | Clean Bandit                           |
| "Waiting All Night" (Clean Bandit remix)     | 2013 | Rudimental (feat. Ella Eyre)           |
| "Wanderlust" (Clean Bandit remix)            | 2014 | The Weeknd                             |
| "Come Over" (Clean Bandit VIP remix)         | 2014 | Clean Bandit                           |
| "Love Again" (Clean Bandit remix)            | 2015 | Rae Morris                             |
| "To Ü" (Clean Bandit remix)                  | 2015 | Jack Ü (feat. AlunaGeorge)             |
| "Say It" (Clean Bandit remix)                | 2016 | Flume (feat. Tove Lo)                  |
| "Stargazer" (Clean Bandit remix)             | 2018 | End of The World                       |
| "Alone" (Clean Bandit remix)                 | 2018 | Halsey (feat. Big Sean a Stefflon Don) |
| "Drink About" (Clean Bandit remix)           | 2018 | Seeb (feat. Dagny)                     |
| "You Need to Calm Down" (Clean Bandit remix) | 2019 | Taylor Swift                           |
| "In Your Eyes" (Clean Bandit remix)          | 2020 | Robin Schulz                           |
| "Caution" (Clean Bandit remix)               | 2020 | The Killers                            |
| "The Business, Pt. II" (Clean Bandit remix)  | 2021 | Tiësto a Ty Dolla $ign                 |
| "Heartbreak Anthem" (Clean Bandit Remix)     | 2021 | Galantis, David Guetta a Little Mix    |
| "Grace Kelly" (Clean Bandit Remix)           | 2022 | Mika                                   |